# Victoria Forde
Victoria Forde (21 de abril de 1896 — 24 de julho de 1964) foi uma atriz norte-americana da era do cinema mudo. Natural de Nova Iorque, Forde fez sua estreia aos 14 anos, em um filme dirigido por Frank Powell, em 1910.[carece de fontes?]
Foi a filha da também atriz Eugenie Forde (1879—1940).

## Filmografia parcial
- Love in Quarantine (1910)
- When the Heart Calls (1912)
- His Only Son (1912)